# Iraida García
Iraida García (née le 26 mai 1989 à Jovellanos) est une coureuse cycliste cubaine. Elle a notamment été championne panaméricaine sur route en 2016.

## Palmarès sur route
- 2015
  - 3e étape du Tour de San Luis
  - 3e du championnat de Cuba sur route
- 2016
  -  Championne panaméricaine sur route
  - 3e étape du Tour de San Luis
  - 2e du championnat de Cuba sur route
  - 2e du championnat de Cuba du contre-la-montre
- 2018
  -  Vice-championne panaméricaine sur route

### Classements mondiaux
| Année                                 | 2015 | 2016 | 2017 | 2018 | 2019 |
| ------------------------------------- | ---- | ---- | ---- | ---- | ---- |
| Classement UCI                        | 222e | 71e  | 260e | 151e | 452e |
|                                       |      |      |      |      |      |
| Légende : nc = non classéSource : UCI |      |      |      |      |      |

## Palmarès sur piste

### Championnats du monde
- 2007
  -  Championne du monde de scratch juniors
  -  Médaillée de bronze de la course aux points juniors

### Championnats panaméricains
- Aguascalientes 2016
  -  Médaillée de bronze de l'américaine.
- Cochabamba 2019
  - Cinquième de l'omnium[1].